# Frente Islâmica para a Libertação de Oromia

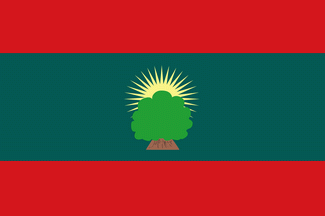
Bandeira da organização.

A Frente Islâmica para a Libertação de Oromia foi uma organização política e paramilitar de base étnica oromo, fundada em 1985 por seu Comandante-em-Chefe, Sheikh Abdulkarim Ibrahim Hamid, também conhecido como Jaarraa Abbaa Gadaa.
O grupo tinha base política e militar no leste da Etiópia, controlando porções do campo nas montanhas do leste e ao redor de Jijiga, na época em que Mengistu Haile Mariam fugiu do país, na primavera de 1991. Posteriormente, juntou-se ao governo de transição da Etiópia (1991-1995), no qual o partido detinha três assentos dos 27 reservados para os partidos oromos. A Frente de Libertação Oromo mantinha doze, enquanto a Organização Democrática dos Povos Oromo assegurou os dez restantes. 
À parte a sua insurgência armada contra o Derg, deposto em 1991, a Frente Islâmica para a Libertação de Oromia  envolveu-se mais tarde em confrontos armados com outros partidos dominantes, durante o governo de transição, nomeadamente com a Frente de Libertação do Povo Tigray. Os confrontos foram desencadeados por alegados atos de sabotagem e agressão à organização. Depois de se retirar do governo de transição e boicotar as eleições gerais de 1995, o grupo regressou à atividade insurgente, com o objetivo de derrubar a Frente Democrática Revolucionária Popular da Etiópia e, a partir de então, assumiu a responsabilidade por muitas operações lançadas contra alvos governamentais.